# 新塘镇 (衡东县)
新塘镇，是中华人民共和国湖南省衡陽市衡东县下辖的一个乡镇级行政单位。

## 行政区划
新塘镇下辖以下地区：
文峰社区、欧阳海村、衡粤村、新堤村、百叶村、丰塘村、雷市村、湘江村、文昌阁村、新农村、广田村、文家桥村、湘水村、红桔村、宋家坪村、桔冲村、梅冲村、奇头村、樟树坪村、大坪村、新桥村、梵塘村、龙头村、祝高村、丰根村、潭泊垅村、宦塘村、石杨村、米河村、杨四桥村、虎冲村、大培村、大冲村和烟竹村。

## 交通
- 京广铁路：衡山站